# Gunnar Lindström
För Datasaabs grundare se Gunnar Lindström (professor).
Nils Gunnar Lindström, född 11 februari 1896 i Eksjö stadsförsamling i Jönköpings län, död 6 oktober 1951 i Kvänsås, Eksjö församling, friidrottare (spjutkastning) och agronom och jordbrukskonsulent från Kvänsås, Eksjö i Småland. Han var under 1920-talet en av världens bästa i sin gren.
Han tävlade för Malmö AI 1920–1921, sedan för Eksjö GIK.

## Meriter

### OS
- 1920 – spjut, 6:e placering
- 1924 – spjut, silver
- 1928 – spjut, 14:e placering

### Världsrekord
- 1924 – 66,62 meter
- 1925 – 67,31 meter

### SM
- 1920 (sammanlagt) - 107,25
- 1921 (sammanlagt) - 103,31
- 1924 (sammanlagt) - 107,21
- 1924 (bästa hand) - 63,90
- 1926 (bästa hand) - 61,70
- 1927 (bästa hand) - 61,31

## Karriär (spjutkastning)
År 1920 vann Lindström SM i spjut (sammanlagt) samt var med vid OS där han i spjut (bästa hand) kom sexa med 60,52. Den 12 september i Stockholm slog han också Eric Lemmings svenska rekord - bästa hand - (från 1912 på 62,32) med ett kast på 62,67.
Även 1921 vann han SM (sammanlagt), samt förbättrade i Malmö den 10 juli sitt svenska rekord från året innan till 63,98. Han blev även engelsk mästare detta år.
1924 deltog han åter i OS och där tog han silvermedalj (bästa hand) med ett kast på 60,92. Han vann även SM detta år (sammanlagt). Den 12 oktober slog han också finländaren Jonni Myyräs världsrekord från 1919 (66,10) med ett kast på 66,62. Världsrekordet fick han behålla tills Eino Penttilä slog det 1927. 
Lindström förlorade den 8 juli 1928 sitt svenska rekord i spjut (bästa hand) till Erik Lundkvist som kastade 66,98. Han återtog dock rekordet den 22 juli med ett kast på 67,77. Den 15 augusti förlorade han det dock åter till Lundkvist. 
År 1928 var Lindström med vid OS för sista gången och där kom han på 14:e plats med 58,69.
Lindström utsågs 1928 till Stor grabb nr 43.
Hans personrekord i spjut (sammanlagt) blev 113,17.